# Thomas Suozzi
Thomas Richard Suozzi (ur. 31 sierpnia 1962 w Glen Cove) – amerykański polityk, członek Partii Demokratycznej.

## Działalność polityczna
W okresie od 1994 do 2001 był burmistrzem Glen Cove. Od 3 stycznia 2017 do 3 stycznia 2023 był przedstawicielem 3. okręgu wyborczego w stanie Nowy Jork w Izbie Reprezentantów Stanów Zjednoczonych.